# أبو سليمان الداراني
أبو سليمان عبد الرحمن بن أحمد بن عطية العِنسيُّ الدَّارَانيّ، أحد علماء أهل السنة والجماعة ومن أعلام التصوف السني في القرن الثالث الهجري، من أهل داريّا، قرية من قرى دمشق في سوريا. وصفه الذهبي بـ
« الإمام الكبير، زاهد العصر ». ولد سنة 140 هـ وتوفي سنة 215 هـ.

## من روى عنهم ورووا عنه
ذكر الذهبي أن أبا سليمان روى عن سفيان الثوري وأبي الأشهب العطاردي وعبد الواحد بن زيد البصري وعلقمة بن سويد وصالح بن عبد الجليل. وروى عنه تلميذه أحمد بن أبي الحواري وهاشم بن خالد وحميد بن هشام العنسي وعبد الرحيم بن صالح الداراني وإسحاق بن عبد المؤمن وعبد العزيز بن عمير وإبراهيم بن أيوب الحوراني وأبو الجهم بن طلاب.

## من أقواله
- سمعت محمد الحسين يقول: سمعت عبد الله بن محمد الرازي يقول: أخبرنا إسحق بن إبراهيم بن أبي حسان يقول: سمعت أحمد ابن أبي الحواري يقول: سمعت أبا سليمان يقول: «مَن أحسن في نهاره كوفىء في ليله، ومن أحسن في ليله كوفىء في نهاره. ومن صدَق في ترك شهوة ذهب الله بها من قلبه، والله تعالى كرم من أن يعذِّب قلباً بشهوة تُركت له.»[3]
- وبهذا الإسناد قال: «إذا سكنت الدنيا القلب ترحَّلت منه الآخرة.»[3]
- قال: «كلُّ ما شغلك عن الله تعالى من أهل، أو مال، أو ولد فهو عليك مشئوم.»[3]
- قال أبو سليمان: «كنت ليلة باردة في المحراب، فأقلقني البرد: فخبَّأت إحدى يدي من البرد، وبقيت الأخرى ممدودة، فغلبتني عيناي فهتف بي هتف: يا أبا سليمان، وقد وضعنا في هذه ما أصابها، ولو كانت الأخرى لوضعنا فيها. فآليت على نفسي أن لا أدعو إلا ويداي خارجتان، حرًّا كان الزمن أو برداً.»[3]
- قال أبو سليمان: «نمت عن وردي، فذا أنا بحوراء تقول لي: تنام وأنا أربي لك في الخدور منذ خمسمائة عام!!»[3]
- أخبرنا عبد الله بن يوسف الأصبهاني، قال: أخبرنا أبو عمرو الجولستي، قال: أخبرنا محمد بن إسماعيل قال: حدثنا أحمد بن أبي الحواري قال: «دخلت علي أبي سليمان يوماً وهو يبكي. فقلت له ما يبكيك؟ فقال: يا أحمد، ولم لا أبكي، وإذا جن َّالليل، ونامت العيون، وخلا كلُّ حبيب بحبيبه، وافترض أهل المحبة أقدمهم، وجرت دموعهم على خدودهم، وتقّطرت في محاريبهم، وأشرف الجليل؛ سبحانه وتعالى؛ فنادي: من تلذَّذ بكلامي واستراح إلى ذكرى، وإني المطَّلع عليهم في خلواتهم.. أسمع أنينهم.. وأرى بكاءهم، فلم لا تنادي فيهم يا جبريل: ما هذا البكاء؟! هل رأيتم حبيباً يعذِّب أحباءه؟ أم كيف يجمل بي أن آخذ قوماً إذا جنّهم الليل تملّقوا لي فإني حلفت: أنهم إذا وردوا علي َّيوم القيامة لأكشف، لهم عن وجهي الكريم، حتى ينظروا إليَّ وأنظر إليهم.»[3]
- «ربما يقع في قلبي النكتة من نكت القوم أيامًا فلا أقبل منه إلا بشاهدين عدلين: الكتاب والسنة.».[1]
- «أفضل الأعمال خلاف هوى النفس».
- «لكل شيء علم وعلم الخذلان ترك البكاء ولكل شيء صدأ وصدأ القلب الشبع».
- «كل ما شغلك عن الله من أهل أو مال أو ولد فهو شؤم».
- «إنما يؤتى أحدكم من أنه إذا ابتدأ السورة أراد آخرها»